# 武田水軍
武田水軍（たけだすいぐん）は、戦国大名の甲斐武田家に属していた水軍。『甲陽軍鑑』においては「武田海賊衆」と呼ばれている。

## 歴史
武田信玄が永禄11年（1568年）に駿河侵攻を決行して今川氏真を駿河国から駆逐したことで、内陸の甲斐国を本拠としていた武田家の領地は海（駿河湾）にも接した。その際、信玄は今川氏配下にあった駿河水軍を接収して武田水軍に再編した。武田水軍は主に北条家に対抗すべく、駿河湾に面した地域を拠点に活動し、北条水軍と駿河湾で幾度も海戦を繰り広げた。元亀2年（1571年）には九鬼嘉隆に敗れた北畠家の伊勢水軍も編入し、巨大な安宅船1艘を核とする52艘の艦隊からなった。
武田政権下では、御館の乱による甲相同盟の破綻後、伊豆方面における海戦で活躍している。
天正10年（1582年）の武田家滅亡後、武田水軍は本多重次の仲介で徳川家康に従い徳川水軍となり、やがて江戸幕府の水軍へ改組した。

## 主要な人物
- 土屋貞綱（岡部忠兵衛）（船12艘、同心50騎）
- 間宮信高（船5艘）
- 間宮武兵衛（船10艘）
- 小浜景隆（安宅船1艘、小舟15艘）
- 向井正重（船5艘）
- 伊丹康直（船5艘）